# 1916
Évszázadok: 19. század – 20. század – 21. század
Évtizedek: 1860-as évek – 1870-es évek – 1880-as évek – 1890-es évek – 1900-as évek – 1910-es évek – 1920-as évek – 1930-as évek – 1940-es évek – 1950-es évek – 1960-as évek
Évek: 1911 – 1912 – 1913 – 1914 –  1915 – 1916 – 1917 – 1918 – 1919 – 1920 – 1921

## Események

### Január
- január 8. – A császári és királyi 3. hadsereg benyomul Montenegróba.[1]
- január 9. – Aprólékos előkészítés után, a szövetségesek – az éj leple alatt, veszteség nélkül – kivonják erőiket a Gallipoli-félszigetről.[2]
- január 13. – Az osztrák-magyar csapatok bevonulnak Montenegró fővárosába, Cetinjébe.[1]
- január 17. – A montenegrói hadsereg leteszi a fegyvert. (Az erről szóló egyezményt január 25-én írták alá.)[1]
- január 20. – I. Miklós montenegrói király Olaszországba menekül, ahol aláírja a kapitulációt.[3]
- január 26. – Az angol felsőház elfogadja az új véderőtörvényt (a 18-41 éves nőtlen férfiak hadkötelezettsége).

### Február
- február 3. – Aristide Briand francia miniszterelnök fogadja Tomáš Masarykot és kijelenti, hogy támogatja Ausztria–Magyarország felosztásának gondolatát.[4]
- február 21. – Megkezdődik a verduni csata,[5] az első világháború egyik legvéresebb csatája.
- február 22. – A Jugoszláv Bizottság párizsi kongresszusán Frano Supilo fellép a pašići nagyszerb egyesítési koncepció ellen.[6]
- február 23–25. – Az osztrák–magyar csapatok előrenyomulása miatt az olasz csapatok sietve végrehajtják Durazzo városának evakuálását.[7]
- február 27. – Az osztrák–magyar egységek bevonulnak a kiürített Durazzóba.[7]

### Március
- március 9. – Németország hadat üzen Portugáliának.
- március 9–30. – Az 5. isonzói csata.[8]

### Április
- április 8. – Írországban kihirdetik az ostromállapotot.
- április 10. – Közel négy hónapos előkészítés után gróf Semsey László képviselő, a Magyar Vöröskereszt intendánsának kezdeményezésére megnyitják a konstantinápolyi magyar kórházat.[9]
- április 17. – Az orosz hadseregben engedélyezik a csehszlovák brigád megalakulását.[4]
- április 24. – A Sinn Féin mozgalom vezetésével Dublinban elkezdődik a húsvéti felkelés, amelyet az angolok tíz nap alatt levernek.[10]

### Május

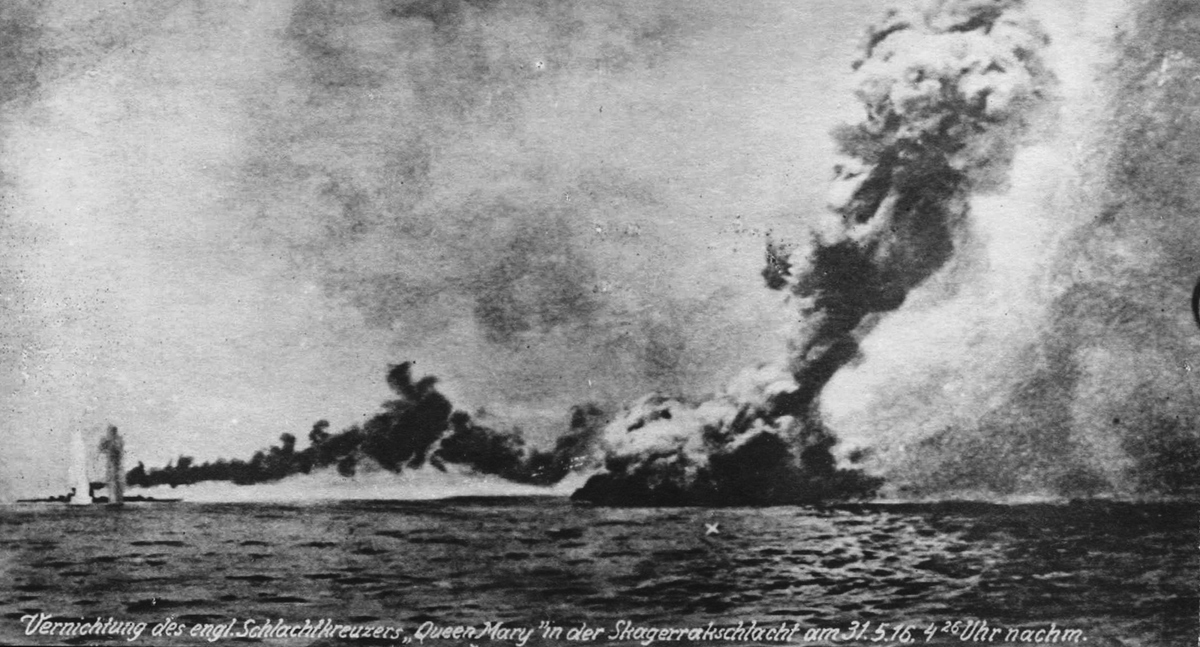
A HMS Queen Mary felrobbanása Jyllandnál

- május 14. – Megkezdődik a Monarchia dél-tiroli hadjárata.
- május 17. – Az angol alsóház elfogadja az új, véderőről szóló törvényjavaslatot.
- május 31. – Az I. világháború legnagyobb tengeri csatája, a skagerraki csata a dán Jylland-félsziget közelében.[11]

### Június
- június 4. – Egy négyszáz kilométeres frontszakaszon II. Miklós orosz cár parancsára megindul a Bruszilov tábornok irányította orosz offenzíva, amely áttöri az Osztrák–Magyar Monarchia mélységi hadműveleti tartalékkal lényegében nem rendelkező védőállásait. (Az oroszok néhány nap alatt elfoglalták Luckot és délen Oknát, majd rövid időn belül egész Volhíniát és Bukovinát.)[12]
- június 24.
  - A keleti rítusú egyházak közül elsőként a magyar görögkatolikus egyház áttér a Gergely-naptár használatára.
  - Anyagcsata a nyugati fronton a Somme folyónál (november 26-áig).
- június 27. – II. Miklós orosz cár beleegyezik a szláv hadifoglyok szabadon bocsátásába, de ezt az engedélyt augusztusban visszavonják.[4]
- június 29. – A Monarchia csapatai első alkalommal hajtanak végre gáztámadást az Isonzó mentén, Monte San Michele térségében.[13]

### Július
- július 7. – David Lloyd George Nagy-Britannia új hadügyminisztere (elődje egy aknára futott brit hadihajón vesztette életét).

### Augusztus

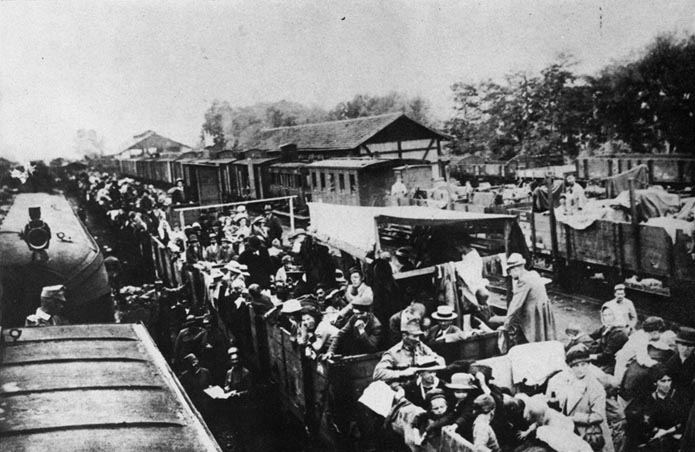
A román támadás elől menekülők Brassóban (augusztus vége)

- augusztus 6–17. – A 6. isonzói csata.[8]
- augusztus 17. – Az antant és Románia titkos bukaresti megállapodása során területeket ígérnek Romániának a hadba lépéséért cserébe.[14]
- augusztus 27.
  - Olaszország hadat üzen a Német Császárságnak.[15]
  - Este fél 9-kor, a román király bécsi követe átad Ausztria–Magyarország külügyi hivatalában egy jegyzéket Románia hadüzenetével,[16] és a román csapatok 9 óra körül[17] át is lépik a határt.[18]
- augusztus 28. – Németország hadat üzen Romániának.[18]
- augusztus 29.
  - Milan Rastislav Štefánik és az oroszországi csehszlovák szervezetek képviselői aláírják az úgynevezett kijevi jegyzőkönyvet, melyben elismerik a Masaryk vezette párizsi Csehszlovák Nemzeti Tanács vezető szerepét.[4]
  - Törökország hadat üzen Romániának.[18]

### Szeptember
- szeptember 1. – Bulgária hadat üzen Romániának.[18]
- szeptember 7. – Brassó román kézre kerül, a következő napokban a román csapatok Petrozsényig jutnak.
- szeptember 10. – A Hátszeg mellett vívott csatában a Központi Hatalmak serege legyőzi a románokat, majd még aznap visszafoglalják Petrozsényt.
- szeptember 11. – Másodszor is összeomlik a Nagy-tavakat az Atlanti-óceánnal összekötő Szent Lőrinc-folyó fölött a tartományi főváros, Québec City és a túlparti Lévis közti újjáépítés alatt lévő acélhíd, ekkor 13 ember halálát okozva.[19]
- szeptember 14–18. – A 7. isonzói csata.[8]
- szeptember 28. – A központi hatalmak csapatai visszafoglalják Nagyszebent.

### Október
- október 4. – A románok megkíséreltek ellentámadásba lépni Brassó térségében, de a német-osztrák-magyar csapatok megállítják, majd kiverik őket Erdélyből.
- október 6. – A román hadvezetés leállítja a dobrudzsai offenzívát.[20]
- október 9–12. – A 8. isonzói csata.[8]
- október 20. – Az orosz hadseregben ismét engedélyezik a csehszlovák hadtest megalakítását.[4]
- október 21. – Viktor Adler szociáldemokrata politikus fia,  Friedrich Adler meggyilkolja Karl von Stürgkh osztrák miniszterelnököt.
- október 21. – A központi hatalmak elfoglalják Konstancát. (Két nappal később megszállják Medgidia városát, majd 25-én Cernavodăt.)[20]
- október 31. – A 9. isonzói csata kezdete. (A harcok elnyúlnak egészen november 4-éig.)[8]

### November
- november 5. – Németország és Ausztria-Magyarország közösen proklamálják az önálló lengyel királyság megalakulását. (Ez az állam azonban csupán az Oroszország által megszállt lengyel területekre terjedne ki.)[21]
- november 7. – Újraválasztják Thomas Woodrow Wilson elnököt az USA-ban.
- november 11. – Az Erich von Falkenhayn vezette német 9. hadsereg – a Târgu Jiu-i csatában megverve a románokat – bejut Olténiába.[20]
- november 14. – Megalakul a bécsi parlament cseh képviselőit tömörítő Cseh Szövetség.[4]
- november 21.
  - I. Ferenc Józsefnek, az Osztrák–Magyar Monarchia uralkodójának, osztrák császárnak, magyar királynak halálával unokaöccsére, I. Károly császárra (IV. Károly néven magyar, III. Károly néven cseh király) száll a trónutódlás.[22]
  - Torpedótalálat miatt elsüllyed a HMHS Britannic az Égei-tengeren.
- november 26. – Görögország hadüzenete Németországnak és Bulgáriának.

### December
- december 3. – IV. Károly átveszi az osztrák-magyar hadsereg főparancsnokságát.
- december 6. – A központi hatalmak csapatai bevonulnak Bukarestbe. (1917 elejére Románia területének fele – az értékes olajmezőkkel – megszállás és német katonai igazgatás alá került.)[23]
- december 18. – Wilson, az Amerikai Egyesült Államok elnöke kísérletet tesz az I. világháború lezárására, és folyamatos jegyzékváltásokba kezd a szembenálló felekkel.
- december 22. – A cár fogadja a csehek moszkvai bizottságának küldötteit.[4]
- december 26. – Ausztria-Magyarország és Németország válasza Wilson felhívására.
- december 30. – Megkoronázzák IV. Károlyt, az utolsó magyar királyt.[24]
- december 31. – Az antant államai egységesen elutasítják a központi hatalmak békeajánlatát (december 12.).

### Határozatlan dátumú események
- március – Tomáš Masaryk párizsi tartózkodása idején megalakul a Csehszlovák Nemzeti Tanács mint a Cseh Külföldi Bizottság jogutódja. (A tanács elnöke Masaryk, alelnökei M. R. Štefánik és J. Dürich, főtitkára E. Beneš.)[4]
- július – Károlyi Mihály szakít Apponyi Alberttel, és megalakítja önálló függetlenségi pártját.[22]
- az év folyamán –
  - Az Egyesült Királyság létrehozza a Gilbert és Ellice szigeteket a mai Kiribati és Tuvalu Területén.
  - A magyar főváros törvényhatósági bizottsága a budapesti gyógyforrások vizének palackozására és forgalmazására megalapítja a Székesfővárosi Ásványvízüzemet. (1919-ben az üzem napi 5000 liter szénsavval telített Harmatvizet forgalmazott.)[25]
- december – Megalakul az ideiglenes lengyel államtanács, melyben a katonai ügyeket Józef Piłsudski irányítja. (Céljai között szerepel a lengyel újoncok toborzása, valamint egy olyan csatlós állam létrehozása, mely elválasztaná Németországot Oroszországtól. Tervbe veszi továbbá a lengyel lakosság áttelepítését a poroszok megszállta területekről a tervezett államba.)[21]

## Az év témái

### 1916 a filmművészetben
- szeptember 14. – Samuel Goldfish otthagyja a Laskyt és megalapítja a Goldwyn Pictures Corporationt.
- november 19. – Samuel Goldfish (későbbi neve Samuel Goldwyn) és Edgar Selwyn létrehozza a Goldwyn Company-t (a cégnél később a legsikeresebb független filmesek kezdenek el tevékenykedni).
- Cenere (Hamu) – rendező Febo Mari
- Pikovaja Dama (A pikk dáma) – rendező Jakov Protazanov
- Türelmetlenség – rendező D. W. Griffith, főszereplő Lillian Gish, Constance Talmadge
- Ártatlan vagyok! – rendező Janovics Jenő[26]
- Ciklámen – rendező Korda Sándor
- Doktor úr – rendező Kertész Mihály
- Elnémult harangok – rendező Balogh Béla
- Hófehérke – rendező Garas Márton
- János vitéz – rendező Illés Jenő

### 1916 az irodalomban
- Elindul Kassák Lajos Ma című folyóirata.
- Megjelenik Karinthy Frigyes Tanár úr kérem című kötete.

### 1916 a tudományban
- szeptember 16. – Publikálják a Barnard-csillag felfedezéséről szóló beszámolót
- november 25. – Albert Einstein az általános relativitáselméletet előadássorozatban adja elő a Porosz Tudományos Akadémián.

### 1916 a vasúti közlekedésben
- december 1. – Ferenc József bécsi temetéséről a hazautazókat szállító gyorsvonat Herceghalomnál összeütközik egy személyvonattal.

### 1916 a zenében
- Publikálják az első boogie-woogie-kottát.

## Születések
- január 7. – Elena Ceaușescu román politikus, Nicolae Ceaușescu felesége († 1989)
- január 7. – Paul Keres észt sakkozó († 1975)
- január 22.
  - Borbás Máté honvéd vezérőrnagy († 1991)
  - Rüdt-Collenberg Veiprecht Hugó magyar történész, gróf († 1994)
- február 19. – Seregély Aladár magyar politikus, miniszterhelyettes († 1964)
- március 3. – Mesterházi Lajos író († 1979)
- március 8. – Láng Géza agrármérnök, egyetemi tanár († 1980)
- március 24. – Harry Blackmore Whittington FRS-tag, brit paleontológus († 2010)
- április 5. – Gregory Peck amerikai színész († 2003)
- április 18. – Tűz Tamás győri születésű emigráns pap költő († 1992)
- április 22. – Yehudi Menuhin amerikai zenész († 1999)
- április 30. – Claude Shannon amerikai matematikus, az információelmélet megalapítója († 2001)
- május 2. – Zambó János bányamérnök, az MTA tagja († 2000)
- május 11. – Camilo José Cela Nobel-díjas író († 2002)
- május 14. – Méhes György, író († 2007)
- május 18. – Zsigmond Ede, költő († 1944)
- május 31. – Massimo Serato olasz filmszínész († 1989)
- június 8. – Luigi Comencini olasz filmrendező, filmkritikus, forgatókönyvíró († 2007)
- július 1. – Olivia de Havilland kétszeres Oscar-díjas amerikai színésznő († 2020)
- július 2. – Hans-Ulrich Rudel német repülőtiszt, a második világháború egyik legeredményesebb német zuhanóbombázó-pilótája († 1982)
- július 6. – Dabrónaki Gyula magyar politikus, élelmezésügyi miniszterhelyettes († 1984)
- augusztus 6. – Dom Mintoff máltai politikus, 1955–1958 és 1971–1984 az ország miniszterelnöke († 2012)
- augusztus 10. – Moholi Károly magyar geográfus († 1995)
- szeptember 15. – Frederick Carlton Weyand amerikai tábornok, a vietnámi háború során 1972 és 1973 között az amerikai csapatok utolsó főparancsnoka († 2010)
- szeptember 18. – Simándy József operaénekes († 1997)
- szeptember 28. – Peter Finch ausztrál színész († 1977)
- október 3. – James Herriot angol állatorvos, író († 1995)
- október 4. – Vitalij Lazarevics Ginzburg elméleti fizikus és asztrofizikus, az Orosz Tudományos Akadémia tagja, Igor Tamm utóda az FIAN igazgatói posztján († 2009)
- október 6. – Grandpierre K. Endre író, költő, történész, magyarságkutató († 2003)
- október 18. – Simonyi Károly fizikus, mérnök († 2001)
- október 19. – Vészi Endre költő, író († 1987)
- október 22. – Világhy Miklós jogász, az MTA tagja († 1980)
- október 30. – Szentgyörgyi Kornél, Munkácsy- és Kossuth-díjas festőművész († 2006)
- november 17. – Szabó Károly műszerész, 1944-ben a svéd követségen Raoul Wallenberg munkatársa († 1964)
- november 18. – Amelita Galli-Curci olasz születésű amerikai opera-énekesnő († 1963)
- november 21. – Csorba Győző Kossuth-díjas író, költő műfordító († 1995)
- november 30. – Somogyvári Rudolf színész († 1976)
- december 9. – Kirk Douglas amerikai színész († 2020)
- december 18. – Rosztyiszlav Jevgenyjevics Alekszejev szovjet mérnök, hajótervező († 1980)
- december 23. – Olofsson Placid bencés szerzetespap, tanár, Gulag-túlélő († 2017)
- december 27. – Majláth Mária színésznő († 2004)

## Halálozások
- január 7. – Mocsáry Lajos magyar politikus, a 19. századi függetlenségi politika kiemelkedő alakja (* 1826)
- január 15. – Bellosics Bálint magyar etnográfus és pedagógus (* 1867)
- február 17. – Konkoly Thege Miklós, csillagász (* 1842)
- március 10. – Teleki Sámuel erdélyi kancellár, aki 50 ezer kötetes könyvtárának átadásával megalapította a marosvásárhelyi Teleki Tékát, az egyik első magyar közkönyvtárat (* 1845)
- április 3. – Veress Ferenc, kolozsvári fényképész, feltaláló, a magyar fotótörténelem meghatározó alakja, nevéhez számos fényképészeti eljárás feltalálása fűződik (* 1832)
- április 13. – Eötvös Károly, politikus, ügyvéd, publicista (* 1842)
- április 22. – Malonyai Dezső író, művészettörténész (* 1866)
- május 11. – Karl Schwarzchild, német fizikus, csillagász (* 1873)
- május 21. – Görgei Artúr 1848–49-es honvédtábornok, hadügyminiszter, a szabadságharc idején több alkalommal a honvédsereg fővezére (* 1818)
- május 27. – Joseph Gallieni francia tábornok, 1914-ben a Párizst védelmező francia seregek parancsnoka (* 1849)
- május 31. – Gorch Fock (eredeti nevén Johann Wilhelm Kinau) német ("plattdeutsch") író (* 1880)
- június 6. – Jüan Si-kaj kínai politikus, katona, önjelölt császár (* 1859)
- június 18. – Helmuth Johannes Ludwig von Moltke, a német vezérkar korábbi főnöke (* 1848)
- június 18. – Max Immelmann német vadászpilóta az első világháborúban (* 1890)
- június 30. – Dalmady Győző magyar jogász, költő, a 19. század utolsó évtizedeinek népszerű lírikusa (* 1836)
- július 6. – Békessy Béla olimpiai ezüstérmes kardvívó, honvédtiszt (* 1875)
- július 8. – Ortvay Tivadar történész, régész, földrajztudós, az MTA tagja (* 1843)
- szeptember 14. – José Echegaray y Eizaguirre, spanyol drámaíró, politikus (* 1832)
- szeptember 22. – Ágai Adolf humorista és lapszerkesztő, tanult orvos, a Kisfaludy Társaság tagja (* 1836)
- szeptember 24. – Stobbe Ferenc, a magyarországi labdarúgás atyja (* 1864)
- szeptember 27. – Valentin Magnan francia pszichiáter (* 1835)
- október 31. – Charles Taze Russell, a jehovista egyház megalapítója (* 1852)
- november 9. – Gillemot Ferenc, labdarúgó, edző, sportújságíró, a magyar labdarúgó-válogatott első szövetségi kapitánya (* 1875)
- november 15. – Henryk Sienkiewicz, 19. századi lengyel regényíró, irodalmi Nobel-díjas (* 1846)
- november 21. – Ferenc József, osztrák császár, magyar király[27] (* 1830)
- november 22. – Jack London, amerikai író (* 1876)
- december 1. – Thallóczy Lajos, magyar történész (* 1856)
- december 5. – Richter János (Hans Richter), karmester (* 1843)
- december 22. – Pártos Gyula, építész, a magyar építészet egyik kiemelkedő alakja, Lechner Ödön mellett a magyar stílusú szecesszió úttörője (* 1845)
- december 29. – Grigorij Jefimovics Raszputyin orosz vándorló szerzetes (* 1869)

## Nobel-díjasok
- A Nobel-díjat a svéd Alfred Nobel alapította, 1901 óta adják át, melyet a Svéd Királyi Tudományos Akadémia ítél oda a tudomány, az irodalom és humanitárius területen kimagasló eredményt elért magánszemélyeknek, illetve intézményeknek.

| Fizikai            | nem adták ki                   |
| Kémiai             | nem adták ki                   |
| Orvosi-fiziológiai | nem adták ki                   |
| Irodalmi           | Verner von Heidenstam svéd író |
| Béke               | nem adták ki                   |

## Európai időjárás
Meleg, esős tél délnyugati szél és anticiklonális helyzetek.